# Raúl Baglini
Raúl Eduardo Baglini (Mendoza, 23 de diciembre de 1949 - 3 de enero de 2021) fue un abogado y político argentino, que ejerció como  diputado entre 1983 y 1993 y como senador nacional entre 2001 y 2003, en ambas ocasiones representando la provincia de Mendoza. Fue el autor del teorema de Baglini.

## Biografía
Se recibió de abogado en la Universidad Nacional de Córdoba, donde inició su militancia en la Unión Cívica Radical, desde la agrupación estudiantil Franja Morada; fue profesor en esa Universidad y en la Facultad de Ciencias Económicas de la Universidad Nacional de Cuyo. 
En las elecciones de 1983, en las que su partido triunfó sobre el peronismo, fue elegido diputado nacional, ejerció el cargo hasta 1985, cuando fue reelecto, al igual que en 1989 y 1993.
Durante su paso por la Cámara de Diputados fue identificado como un fuerte apoyo al presidente Raúl Alfonsín y firme opositor de su sucesor, el peronista Carlos Menem. Fue titular de la bancada de su partido, de la Comisión de Presupuesto y Hacienda y fue vicepresidente de la Cámara. Fue presidente de la Convención Nacional de la UCR.
Elegido candidato a gobernador de Mendoza por su partido, fue derrotado por el peronista José Octavio Bordón, tras varios debates en los que ambos se creyeron triunfadores.
Durante la gestión de Menem tuvo relaciones con el empresario postal Alfredo Yabrán, y fue acusado de complicidad en sus negocios ilegales.
Terminado su primer paso por la Cámara de Diputados regresó a la abogacía, como titular de un estudio legal y representante de la Administración Federal de Ingresos Públicos en juicios contra grandes evasores.
En 2001 fue elegido senador nacional por su provincia. Participó en la negociación del "megacanje" de la deuda externa de su país, apoyó la iniciativa del presidente Fernando de la Rúa. Se excusó de participar en el juicio al juez de la Suprema Corte, Eduardo Moliné O'Connor, debido a que su estudio había llevado adelante juicios ante ese tribunal.
Tras su paso por el Senado, fue asesor de la UCR en materia económica; a partir de 2008 colaboró con el vicepresidente Julio Cobos en la reorganización del partido en Mendoza. Abandonó casi toda su actuación política en 2010, tras pasar largo tiempo internado por un pico de estrés.

## Teorema
En un debate parlamentario previo a las elecciones de 1989, Baglini sostuvo que los políticos se tornan más prudentes en sus propuestas a medida que ven más cercana la posibilidad de acceder al poder. Basándose en ese concepto, el periodista Horacio Verbitsky acuñó el Teorema de Baglini que en poco tiempo se popularizó en los círculos políticos.